# Oxamniquina
Oxamniquina es el nombre de un medicamento antihelmíntico, desarrollado en Gran Bretaña en 1972 y aún en el mercado, indicado para el tratamiento de la infestación por Schistosoma mansoni, aunque no para otros Schistosoma. Por lo general se indica una sola dosis del medicamento.

## Farmacocinética
Las concentracioens pico en el plasma sanguíneo se logran al cabo de 1 a 3 horas después de su administración oral y su vida media es de 1 a 2.5 horas. Se metaboliza extensamente a metabolitos inactivos, principalmente los derivados 6-carboxi, que se excretan en la orina. 
Alrededor del 70% de una dosis de oxamniquina se excreta como metabolito 6-carboxi en un plazo de 12 horas a partir de una dosis, también se han detectado trazas del metabolito 2-carboxi en la orina.

## Mecanismo de acción
La oxamniquina es una tetrahidroquinolina semisintética y, posiblemente, actúa por unión al ADN lo que resulta en la contracción y parálisis de los gusanos y el desprendimiento posterior de las vénulas terminales en el mesenterio y su consecuente muerte. También se presume que sus mecanismos bioquímicos se relacionan con un efecto anticolinérgico que aumenta la motilidad del parásito, así como a la inhibición de la síntesis de ácidos nucleicos. La oxamniquina actúa principalmente sobre los gusanos masculinos, pero también induce cambios pequeños en una proporción reducida de hembras. Al igual que el praziquantel, promueve graves daños más sobre el tegumento dorsal que sobre la superficie ventral del parásito. La droga hace que los gusanos masculinos cambien de la circulación mesentérica al hígado, donde la respuesta del huésped celular provoca su eliminación final. Los cambios causados en las hembras son reversibles y se deben principalmente a la disminución en la estimulación del macho y no al efecto directo de la oxamniquina.

## Stereochemistry
Oxamniquina contiene un estereocentro y consta de dos enantiómeros. Este es un racemate, es decir, una mezcla 1: 1 de ( R ) - y la ( S ) - forma:
| Enantiómeros de oxamniquina | Enantiómeros de oxamniquina |
| --------------------------- | --------------------------- |
| (R)-Forma                   | (S)-Forma                   |